# مشهد کاوه
مشهد کاوه، مرکز دهستان کاوه آهنگر و روستایی از توابع بخش مرکزی شهرستان چادگان در استان اصفهان ایران است.

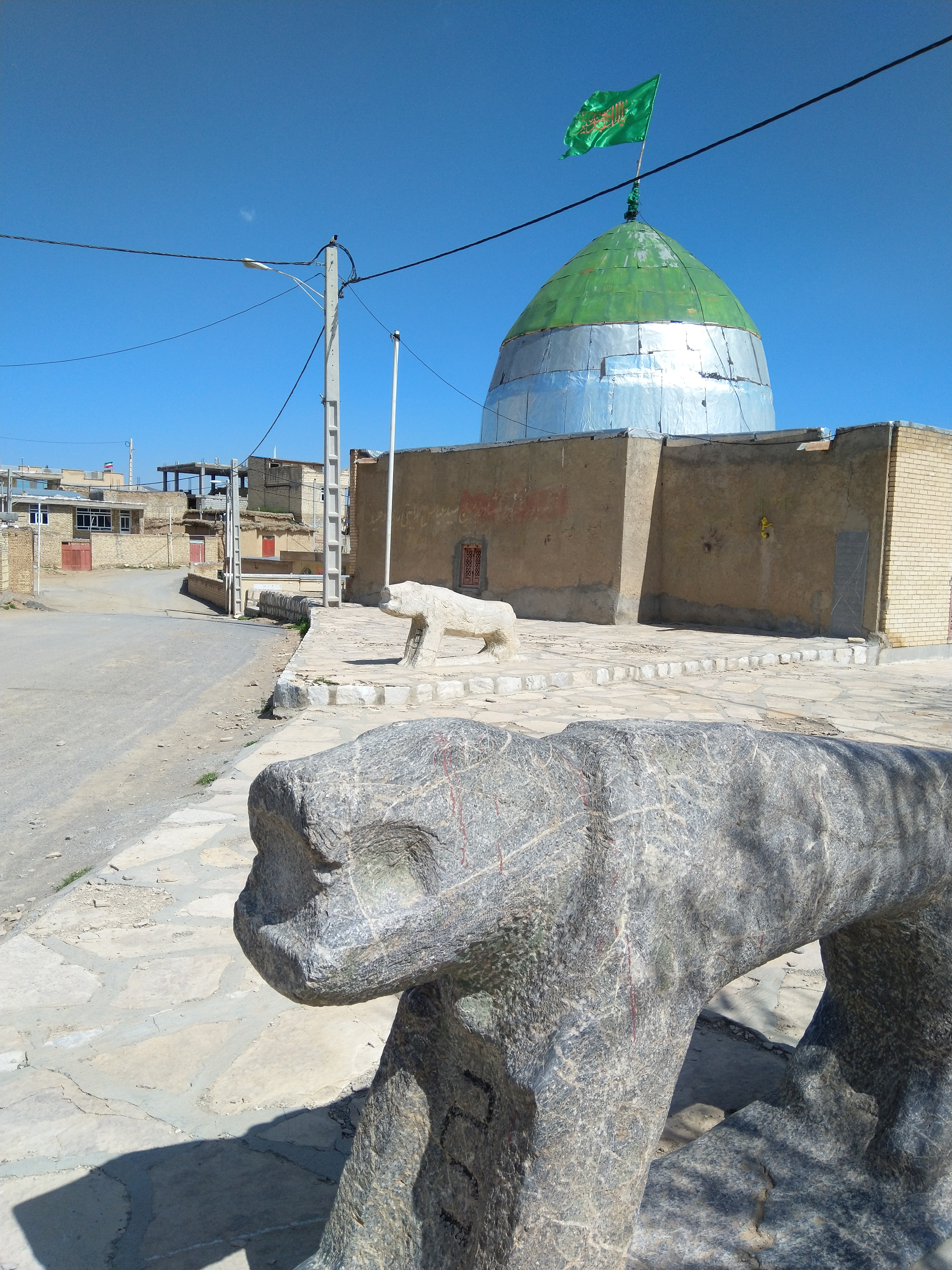
نمایه‌ای از محوطه‌ی بیرونی مقبره‌ی منسوب به کاوه آهنگر در روستای مشهد کاوه. در تصویر،شیرهای سنگی نیز به عنوان حافظان اماکن مذهبی و زیارتی قابل‌ مشاهده هستند.

## پیوندِ مشهدکاوه با کاوه آهنگر
برخی منابع، مشهدکاوه را به عنوانِ زادگاه کاوه‌آهنگر می‌شمارند که البته منابع موثقی درباره اثبات این ادعا وجود ندارد. مقبره این اسطوره تاریخی در این روستا در نزدیکی رودخانه قرار دارد؛ بنای این بقعه تاریخی بیش از ۷۰۰ سال قدمت دارد و در صفّ ثبت ملی قرار دارد. 

## پراکنش انسانی
جمعیت روستا بر پایه سرشماری سال ۱۳۸۵ برابر با ۲۸۲۲ نفر (۶۵۸ خانوار) بوده‌است. این دهستان را با نام‌هایی چون دهستان کاوه، دهستان کاوهٔ آهن‌گر یا مشهد گویند. اقوام ترک زبان ساکن در شهر چادگان و به ویژه روستای مشهد کاوه ساکنین اصلی این روستا می‌باشند.
آرام‌گاه کاوه‌آهنگر، پسرش قارن و  احتمالاً دخترش در این روستا قرار دارد. این بنا مربوط به دوره ایلخانی و با قدمت ۷۰۰ سال از قدیمی ترین بناهای تاریخی برجای مانده در شهرستان چادگان است که توسط اداره کل میراث فرهنگی استان اصفهان مرمت شد. این بنا دارای گنبدی منحصر به فرد دوپوسته ای و هشتی ورودی است که در مرحله اول، مرمت و سبک سازی، شیب بندی و عایق کاری حاشیه گنبد، کف سازی، بازسازی ضریح چوبی داخل بنا انجام شد.تپه‌ای نیز در این دهستان است که در ۱۰ کیلومتری پشت سد می‌باشد و آثاری از این تپه به دست آمد که رابطه تمدّن کنار رودخانهٔ زاینده رود را با تمدن سیلک کاشان اثبات کرد.